# Качано (Анкона)
Качано је насеље у Италији у округу Анкона, региону Марке.
Према процени из 2011. у насељу је живело 158 становника. Насеље се налази на надморској висини од 526 м.